# St. Petrus (Berlin-Gesundbrunnen)

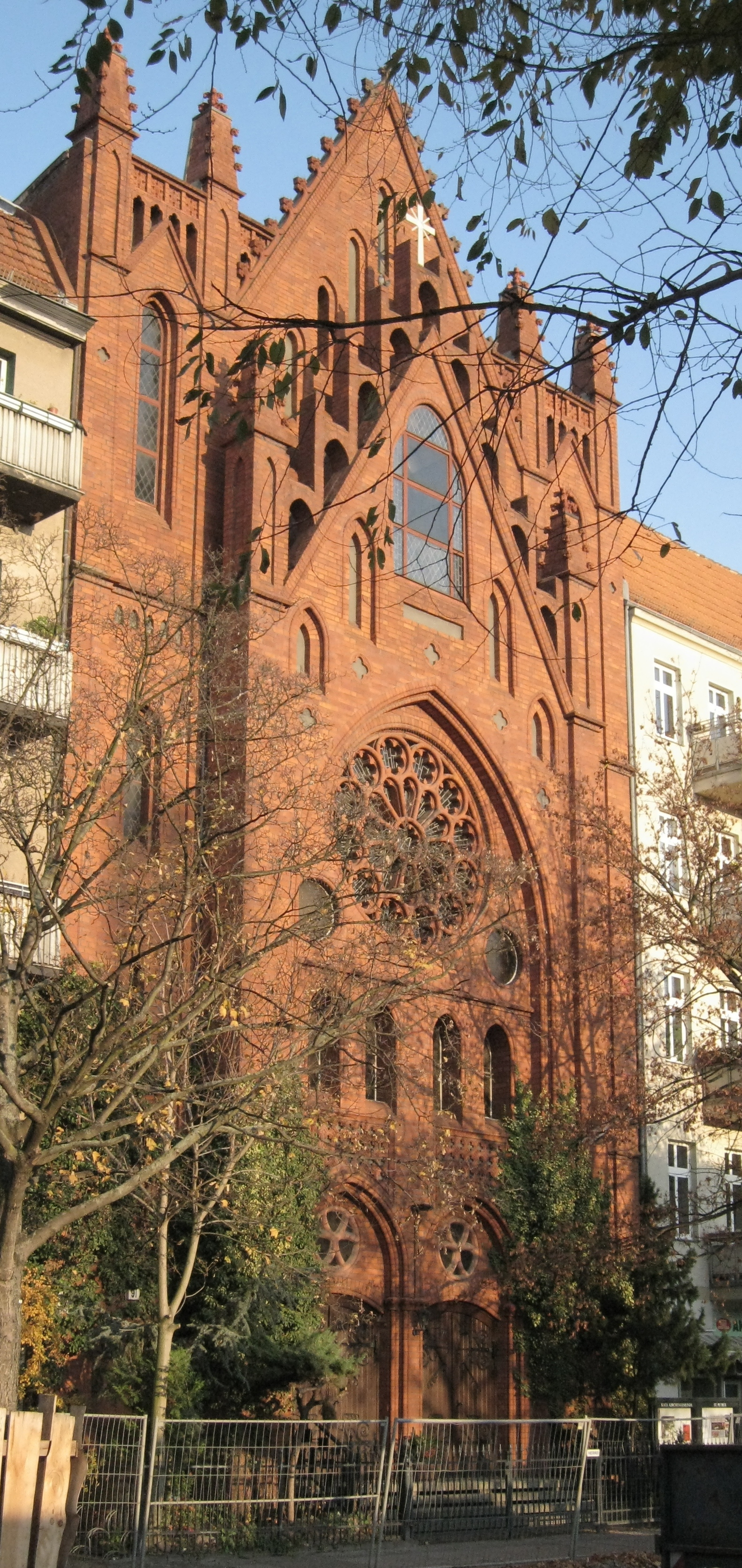
St.-Petrus-Kirche

Die St.-Petrus-Kirche in der Bellermannstraße 91 des Berliner Ortsteils Gesundbrunnen, Bezirk Mitte, wurde für die katholischen Bewohner des Ortsteils erbaut. Der Entwurf im neugotischen Architekturstil stammt vom Kirchenbaumeister Wilhelm Rincklake aus der Abtei Maria Laach. Die Bauleitung hatte Hermann Bunning. Die Pfarrkirche ist dem Apostel Petrus gewidmet. Am 16. Dezember 1906 wurde der Grundstein gelegt; am 6. Januar 1908 wurde er liturgisch gesegnet. Die Kirchweihe  fand am 29. April 1934 statt. St. Petrus steht unter Denkmalschutz.

## Geschichte
Im Jahr 1861 wurde der Wedding samt dem Gesundbrunnen nach Berlin eingemeindet und entwickelte sich im Laufe der Industrialisierung zum Ende des 19. Jahrhunderts zum klassischen Industrie- und Arbeiterviertel mit typischen Mietskasernen. Die katholische Bevölkerung wuchs im Pfarrgebiet der St.-Sebastian-Kirche auf etwa 50.000, begünstigt durch die anhaltende Landflucht. Daher wurde es notwendig, die Muttergemeinde St. Sebastian aufzuteilen. Es entstanden die Tochterpfarreien mit den Kirchen St. Paulus in Moabit und  St. Joseph in der Müllerstraße. Für die Gründung einer Gemeinde am Gesundbrunnen wurde ein Grundstück in der Bellermannstraße erworben, wo 1905/1906 ein Pfarrhaus mit 42 Mietwohnungen und 1907/1908 die Kirche St. Petrus errichtet wurde. Die Kuratie trennte sich 1908 mit der Einweihung von ihrer Muttergemeinde St. Sebastian und wurde 1913 zur eigenen Gemeinde.
Die Glasfenster in der Apsis wurden 1943 zerstört. Im Mai 1944 brannte der Dachstuhl ab. Eindringender Regen beschädigte die Orgel. Das Gewölbe stürzte nach einem Blitzeinschlag teilweise ein, sodass die Kirche nicht mehr zu benutzen war. Seit Oktober 1948 fanden in der Kirche zwar wieder Gottesdienste  statt, der Wiederaufbau war aber erst 1957 abgeschlossen. St. Petrus gehört seit Januar 2019 zur Großpfarrei St. Elisabeth im Erzbistum Berlin.

## Bauwerk

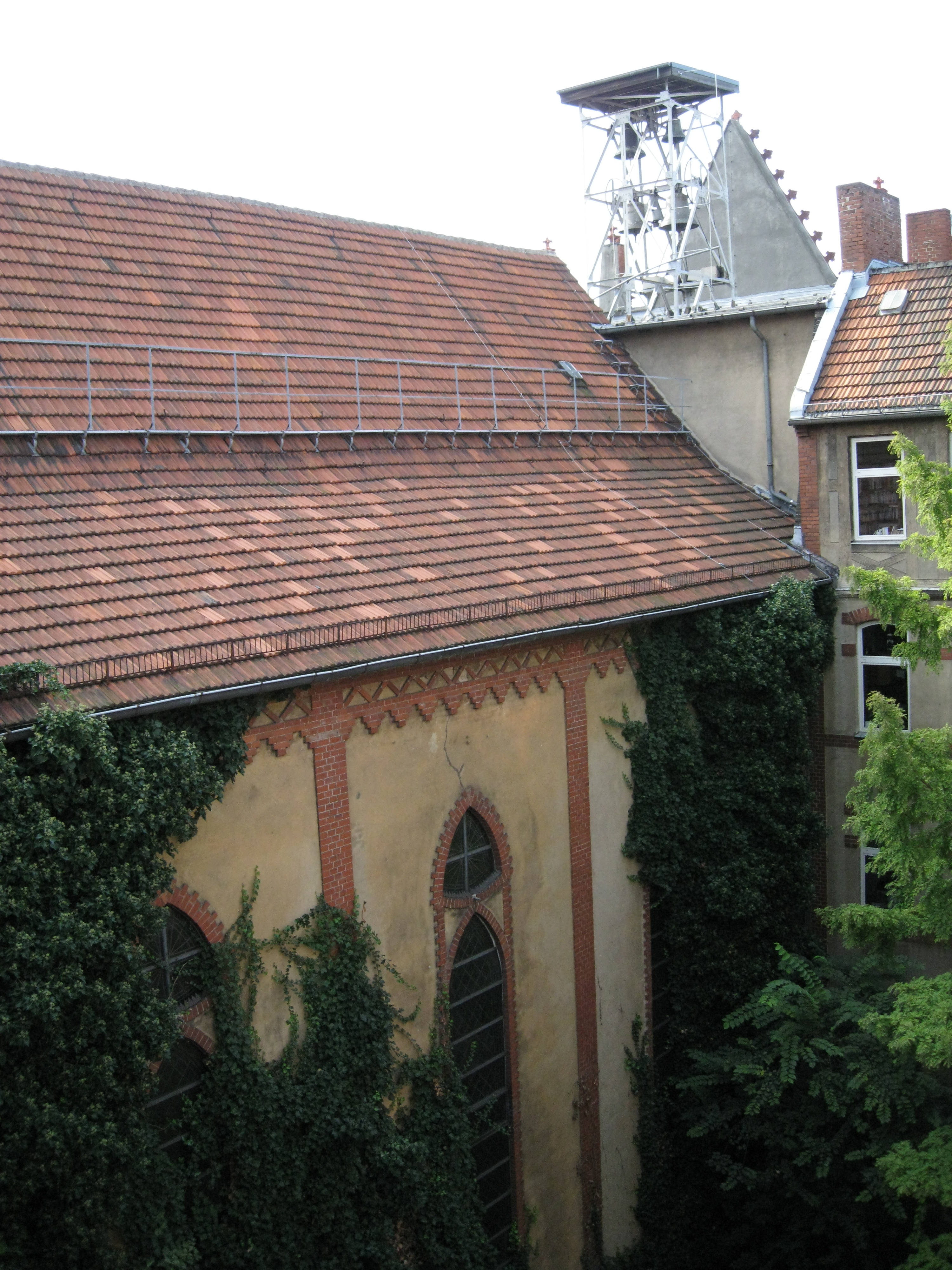
Kirchenschiff der St.-Petrus-Kirche

Die in die Mietshausreihe eingezwängte einschiffige Hallenkirche, ein Mauerwerksbau mit fünf Jochen, hat einen eingezogenen, rechteckigen Chor und einen turmlosen Vorbau in geschlossener Blockrandbebauung, dessen fünfgeschossige, mit roten Ziegeln verblendete Fassade als doppeltes Giebelmotiv ausgebildet ist. Die hintere Wandschicht, die an die Westfront des Zisterzienser-Klosters Chorin erinnert, hat Fialen und einen kreuzblumengeschmückten, krabbenbesetzten Dreiecksgiebel. Davor ist ein zweiter, übertraufhoher Giebelbau vorgelagert. In seiner großen Spitzbogennische befinden sich das Doppelportal, darüber eine Reihe Spitzbogenfenster und eine mit Maßwerk verzierte Fensterrose. Das Kirchenschiff ist von der Straße aus nicht zu sehen. Sein Baukörper erstreckt sich als rechter Seitenflügel im Hof. Nur zum Hof des benachbarten Pfarrhauses und im Chor sind hohe Fensterbahnen ausgebildet.
St. Petrus hat, wie bei Zisterzienserkirchen üblich, keinen Turm, sondern nur einen offenen Glockenstuhl für die vier Bronzeglocken von der Glockengießerei Feldmann & Marschel aus dem Jahr 1957 auf dem Dach des Vorbaus, verdeckt vom hinteren Giebel.
| Schlagton | Gewicht (kg) | Durchmesser (cm) | Höhe (cm) | Inschrift                                         |
| --------- | ------------ | ---------------- | --------- | ------------------------------------------------- |
| g′        | 560          | 99               | 79        | HERR, DU WEISST, DASS ICH DICH LIEBE.             |
| a′        | 380          | 88               | 75        | BITTE FÜR UNS IN DER STERBESTUNDE.                |
| b′        | 325          | 83               | 68        | DU MEINE MUTTER UND ICH DEIN KIND.                |
| f″        | 153          | 65               | 53        | AUF IHREN FLÜGELN WERDEN SIE DICH TRAGEN. PS. 90. |

Der Innenraum wird durch die weit eingezogenen und in Spitzbögen zu seitlichen Gängen geöffneten Strebepfeiler bestimmt. Hierdurch entsteht der Eindruck eines dreischiffigen Kirchraums.

## Ausstattung

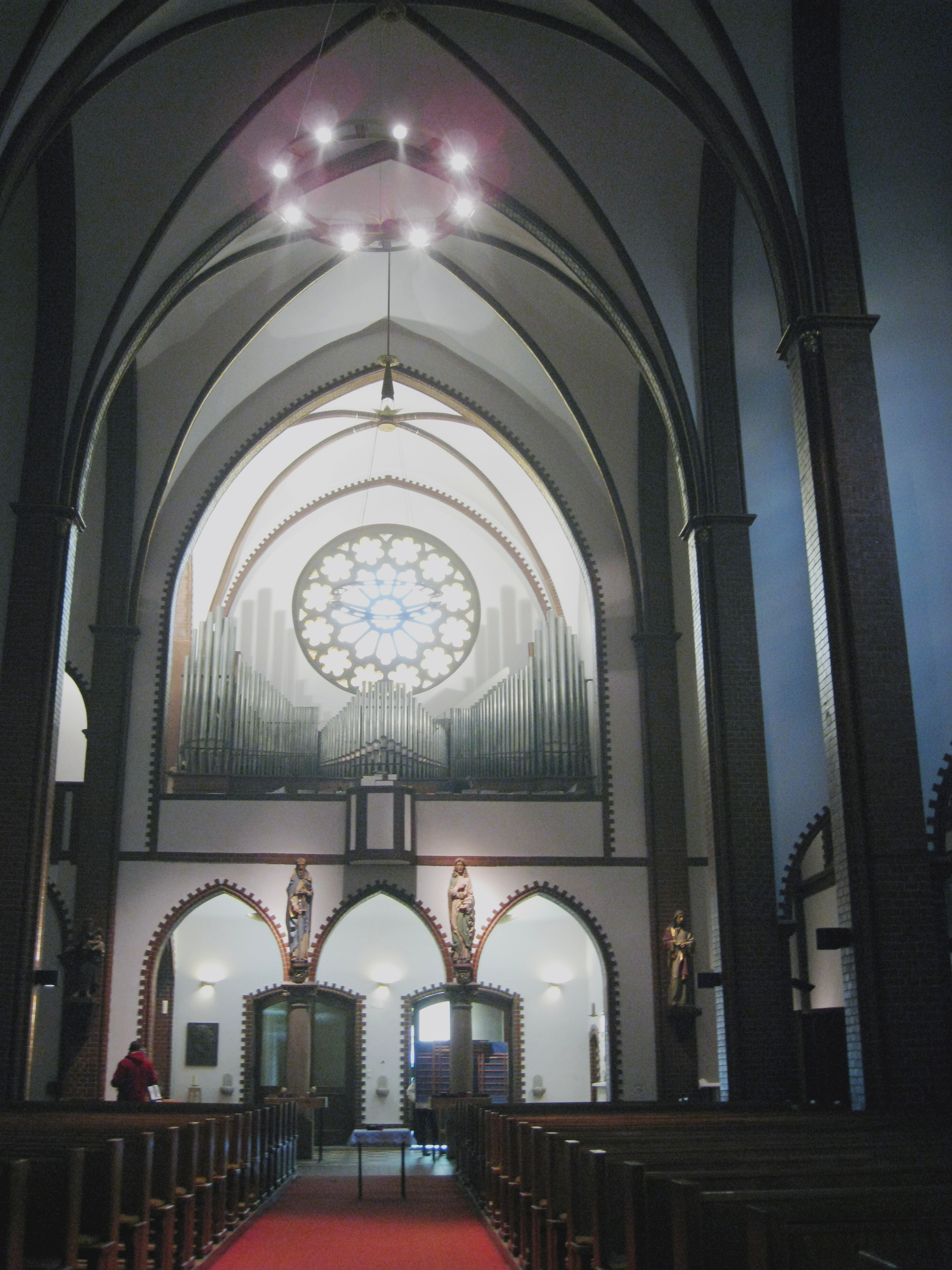
Orgelempore der St.-Petrus-Kirche

Hinter dem Altar im Chor befinden sich drei Glasfenster, die eine Szene mit dem Namenspatron darstellen. Der Innenraum der Kirche war anfangs nur mit einem Notaltar und sechs Bänken ausgestattet. Ende 1908 kamen weitere Bänke, eine Kanzel und ein Beichtstuhl hinzu. 1909 wurde die Apsis mit großformatigen Wandbildern versehen, die die Kirchenlehrer Hieronymus, Ambrosius von Mailand, Augustinus und Gregor den Großen darstellen. Die Wandmalereien aus der Erbauungszeit sind unter später aufgebrachten Putzschichten verborgen. Sie wurden zum Teil wieder freigelegt.

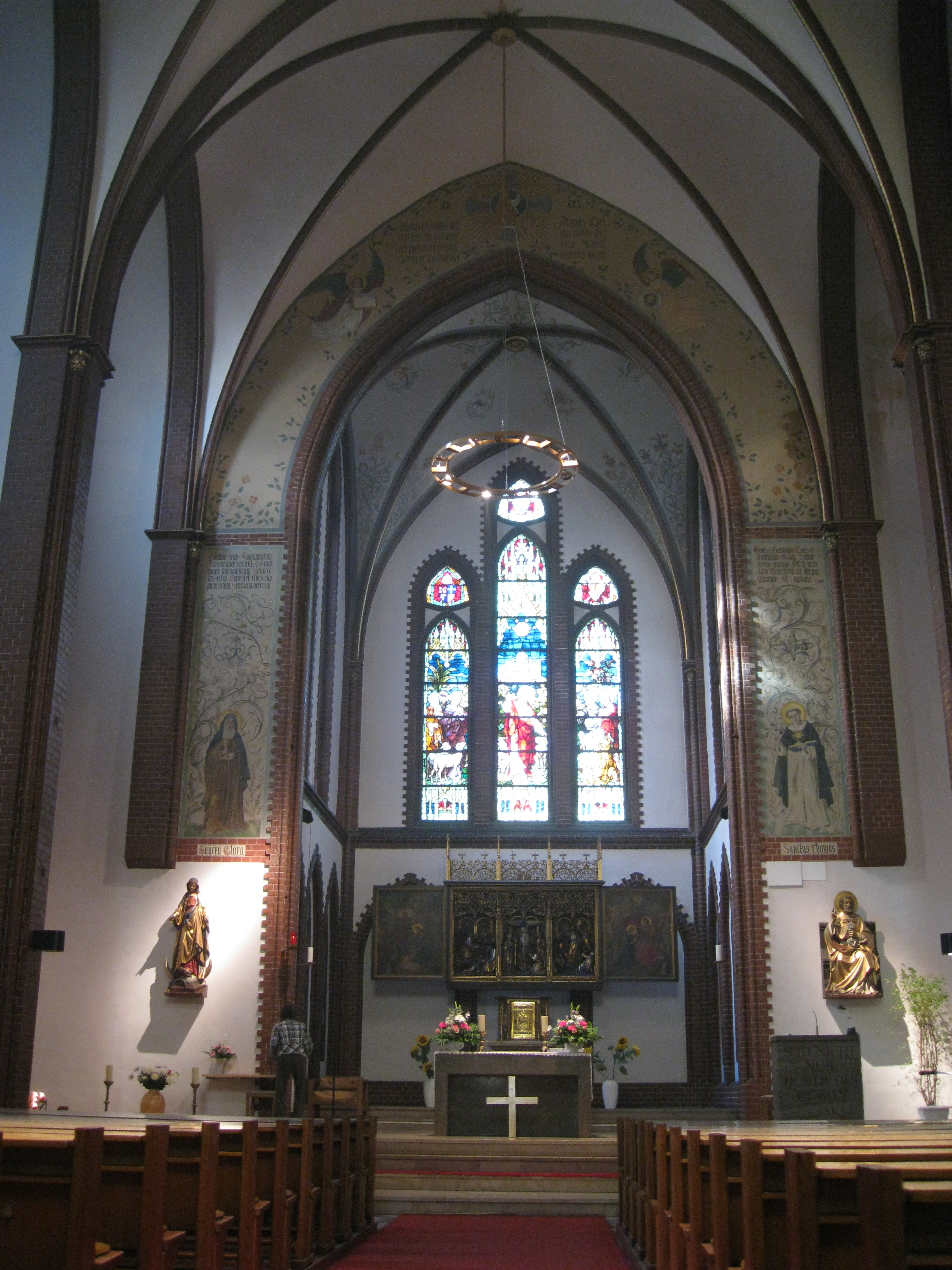
Apsis der St.-Petrus-Kirche

Im Jahr 1910 kam ein hölzerner Flügelaltar von Ferdinand Langenberg hinzu. Das Altarretabel zeigt im geschlossenen Zustand die Verkündigung des Herrn als gemaltes Bild, bei geöffnetem Zustand als polychrome Schnitzarbeit, links Christus am Ölberg, in der Mitte die Kreuzigung Christi und rechts die Auferstehung Jesu Christi. Die Flügelinnenseiten stellen die Geburt Christi und die Krönung Mariens dar. 1920 kamen der Marienaltar und der Petrusaltar dazu. 1929 wurden gerahmte Bilder mit neugotischen Kreuzwegstationen angefertigt, die Rahmen wurden im Zuge der Restaurierung 1940 entfernt und die Bilder in die Wand eingelassen.
Der Altarraum wurde nach der Liturgiereform des Zweiten Vatikanischen Konzils umgestaltet. Die Seitenaltäre wurden entfernt. Vor dem Flügelaltar ist ein freistehender Altartisch aufgestellt.